# Bandaged
Pour plus de détails, voir Fiche technique et Distribution.
Bandaged est un film franco-germano-américain réalisé par Maria Beatty, sorti en 2009.

## Synopsis
Depuis la mort de sa femme, Arthur, un chirurgien, cloître sa fille Lucille dans leur manoir. 
Dépressive, Lucille tente de se suicider et se retrouve avec le visage complètement brûlé. 
Avec l'aide de sa tante, Arthur prépare une greffe de peau afin de redonner un visage à Lucille. 
un visage qui ressemble à ... son épouse défunte. 
Pour prendre soin d'elle, le père engage une infirmière au passé sombre, Joan. 
Lucille et Joan vont démarrer une histoire d'amour interdite et passionnée.

## Fiche technique
- Titre : Bandaged
- Réalisation : Maria Beatty
- Scénario : Claire Menichi
- Production : Bleu Productions
- Musique :
- Pays de production :  États-Unis,  Allemagne,  France
- Langue d'origine : anglais
- Lieux de tournage : Berlin, Allemagne
- Genre : thriller, romance
- Durée : 92 minutes (1 h 32)
- Dates de sortie :
  - Royaume-Uni : 3 avril 2009 au festival du film gay et lesbien de Londres
  - États-Unis : 3 avril 2009 à l'Outfest, le festival de cinéma gay et lesbien de Los Angeles
  - France : 7 septembre 2009
  - Allemagne : 19 novembre 2009

## Distribution
- Janna Lisa Dombrowsky : Lucille
- Susanne Sachße : Joan Genova
- Hans Piesbergen (de) : Arthur
- Martine Erhel : Ingrid
- Gisela Meinke : la grand-mère
- Sebastian Ellrich : Michael
- Stefan Dickfeld : le chauffeur de taxi